# Dark River (Te Hāpua / Sutherland Sound)
Der Dark River ist ein Fluss im Südwesten der Südinsel Neuseelands.

## Geographie
Der Fluss ist der einzige Abfluss eines Sees an der Südflanke des 1682 m hohen Couloir Peak, der von kleinen Bächen und Schmelzwasser gespeist wird. Er überwindet auf wenigen Kilometern bis zum Zusammenfluss mit dem Starvation Creek über 500 Höhenmeter, knickt nach Westen ab und durchfließt Swan Mere. Vom Südufer zum Nordufer hin durchströmt er anschließend auch den Lake Grave, bevor er in das Kopfende des Te Hāpua / Sutherland Sound mündet, wo auch der Light River entwässert.

## Namensgebung
Der Fluss erhielt seinen Namen, da er kurz vor seiner Mündung ein schmales dunkles Tal durchfließt, im Kontrast zum Light River.